# Dirka po Španiji 2007
Dirka po Španiji 2007 (špansko Vuelta a España 2007) je 62. izvedba dirke po Španiji, tritedenske moške cestne kolesarske etapne dirke. Začela se je 1. septembra v Vigu in končala 23. septembra v Madridu. Sodelovalo je 189 kolesarjev iz 21-ih ekip. Rumeno majico je prvič osvojil Denis Menčov (Rabobank), drugo mesto Carlos Sastre (Team CSC), tretje pa Samuel Sánchez (Euskaltel-Euskadi). Rdečo majico je osvojil Daniele Bennati (Lampre-Fondital), srebrno in belo majico pa Denis Menčov.

## Ekipe
UCI ProTeams
- AG2R Prévoyance
- Bouygues Télécom
- Caisse d'Epargne
- Cofidis
- Crédit Agricole
- Discovery Channel
- Euskaltel-Euskadi
- Française des Jeux
- Gerolsteiner
- Lampre-Fondital
- Liquigas
- Predictor–Lotto
- Quick-Step–Innergetic
- Rabobank
- Saunier Duval–Prodir
- T-Mobile Team
- Team CSC
- Team Milram

UCI Professional Continental teams
- Andalucía–Cajasur
- Karpin–Galicia
- Relax–GAM

## Etape
| Etapa | Datum         | Štart/Cilj                          | Razdalja | Tip     | Tip                  | Zmagovalec                |             |
| ----- | ------------- | ----------------------------------- | -------- | ------- | -------------------- | ------------------------- | ----------- |
| 1     | 1. september  | Vigo – Vigo                         | 146,4 km |         |                      | Daniele Bennati (ITA)     |             |
| 2     | 2. september  | Allariz – Santiago de Compostela    | 148,7 km |         |                      | Óscar Freire (ESP)        |             |
| 3     | 3. september  | Viveiro – Luarca                    | 153 km   |         |                      | Paolo Bettini (ITA)       |             |
| 4     | 4. september  | Langreo – Lakes of Covadonga        | 185,1 km |         |                      | Vladimir Jefimkin (RUS)   |             |
| 5     | 5. september  | Cangas de Onís – Reinosa            | 157,4 km |         |                      | Óscar Freire (ESP)        |             |
| 6     | 6. september  | Reinosa – Logroño                   | 184,3 km |         |                      | Óscar Freire (ESP)        |             |
| 7     | 7. september  | Calahorra – Zaragoza                | 176,3 km |         |                      | Erik Zabel (GER)          |             |
| 8     | 8. september  | Cariñena – Zaragoza                 | 52,2 km  |         | posamični kronometer | Bert Grabsch (GER)        |             |
| 9     | 9. september  | Huesca – Cerler                     | 167,6 km |         |                      | Leonardo Piepoli (ITA)    |             |
| 10    | 10. september | Benasque – Arcalis (Andora)         | 214 km   |         |                      | Denis Menčov (RUS)        |             |
|       | 11. september |                                     |          |         | dan počitka          | dan počitka               | dan počitka |
| 11    | 12. september | Oropesa del Mar – Algemesí          | 191,3 km |         |                      | Alessandro Petacchi (ITA) |             |
| 12    | 13. september | Algemesí – Hellín                   | 176 km   |         |                      | Alessandro Petacchi (ITA) |             |
| 13    | 14. september | Hellín – Torre-Pacheco              | 176,4 km |         |                      | Andreas Klier (GER)       |             |
| 14    | 15. september | Puerto Lumbreras – Villacarrillo    | 207 km   |         |                      | Jason McCartney (USA)     |             |
| 15    | 16. september | Villacarrillo – Granada             | 201,4 km |         |                      | Samuel Sánchez (ESP)      |             |
|       | 17. september |                                     |          |         | dan počitka          | dan počitka               | dan počitka |
| 16    | 18. september | Jaén – Puertollano                  | 161,5 km |         |                      | Leonardo Duque (COL)      |             |
| 17    | 19. september | Ciudad Real – Talavera de la Reina  | 175 km   |         |                      | Daniele Bennati (ITA)     |             |
| 18    | 20. september | Talavera de la Reina – Ávila        | 153,5 km |         |                      | Luis Pérez (ESP)          |             |
| 19    | 21. september | Ávila – Puerto de Malagón           | 133 km   |         |                      | Samuel Sánchez (ESP)      |             |
| 20    | 22. september | Collado Villalba – Collado Villalba | 20 km    |         | posamični kronometer | Samuel Sánchez (ESP)      |             |
| 21    | 23. september | Rivas-Vaciamadrid – Madrid          | 104,2 km |         |                      | Daniele Bennati (ITA)     |             |
|       | Skupaj        | Skupaj                              | 3241 km  | 3241 km | 3241 km              | 3241 km                   | 3241 km     |

## Razvrstitev po klasifikacijah
| Etapa | Zmagovalec           | Rumena majica ·   | Rdeča majica ·  | Srebrna majica ·  | Kombinacija ·      | Ekipno           |
| ----- | -------------------- | ----------------- | --------------- | ----------------- | ------------------ | ---------------- |
| 1     | Daniele Bennati      | Daniele Bennati   | Daniele Bennati | Serafín Martínez  | Geoffrey Lequatre  | Bouygues Télécom |
| 2     | Óscar Freire         | Óscar Freire      | Óscar Freire    | Serafín Martínez  | Manuel Vazquez     | Bouygues Télécom |
| 3     | Paolo Bettini        | Óscar Freire      | Óscar Freire    | Serafín Martínez  | David de la Fuente | Caisse d'Epargne |
| 4     | Vladimir Jefimkin    | Vladimir Jefimkin | Óscar Freire    | Serafín Martínez  | Vladimir Jefimkin  | Caisse d'Epargne |
| 5     | Óscar Freire         | Vladimir Jefimkin | Óscar Freire    | Serafín Martínez  | Vladimir Jefimkin  | Caisse d'Epargne |
| 6     | Óscar Freire         | Vladimir Jefimkin | Óscar Freire    | Serafín Martínez  | Vladimir Jefimkin  | Caisse d'Epargne |
| 7     | Erik Zabel           | Vladimir Jefimkin | Óscar Freire    | Serafín Martínez  | Vladimir Jefimkin  | Caisse d'Epargne |
| 8     | Bert Grabsch         | Stijn Devolder    | Óscar Freire    | Serafín Martínez  | Stijn Devolder     | Caisse d'Epargne |
| 9     | Leonardo Piepoli     | Denis Menčov      | Óscar Freire    | Serafín Martínez  | Denis Menčov       | Caisse d'Epargne |
| 10    | Denis Menčov         | Denis Menčov      | Paolo Bettini   | Denis Menčov      | Denis Menčov       | Caisse d'Epargne |
| 11    | Alessandro Petacchi  | Denis Menčov      | Paolo Bettini   | Denis Menčov      | Denis Menčov       | Caisse d'Epargne |
| 12    | Alessandro Petacchi  | Denis Menčov      | Paolo Bettini   | Denis Menčov      | Denis Menčov       | Caisse d'Epargne |
| 13    | Tom Stamsnijder      | Denis Menčov      | Paolo Bettini   | Denis Menčov      | Denis Menčov       | Caisse d'Epargne |
| 14    | Jason McCartney      | Denis Menčov      | Paolo Bettini   | Denis Menčov      | Denis Menčov       | Caisse d'Epargne |
| 15    | Samuel Sánchez       | Denis Menčov      | Paolo Bettini   | Jurgen Van Goolen | Denis Menčov       | Caisse d'Epargne |
| 16    | Leonardo Duque       | Denis Menčov      | Paolo Bettini   | Jurgen Van Goolen | Denis Menčov       | Caisse d'Epargne |
| 17    | Daniele Bennati      | Denis Menčov      | Paolo Bettini   | Jurgen Van Goolen | Denis Menčov       | Caisse d'Epargne |
| 18    | Luis Pérez Rodriguez | Denis Menčov      | Daniele Bennati | Denis Menčov      | Denis Menčov       | Caisse d'Epargne |
| 19    | Samuel Sánchez       | Denis Menčov      | Daniele Bennati | Denis Menčov      | Denis Menčov       | Caisse d'Epargne |
| 20    | Samuel Sánchez       | Denis Menčov      | Denis Menčov    | Denis Menčov      | Denis Menčov       | Caisse d'Epargne |
| 21    | Daniele Bennati      | Denis Menčov      | Daniele Bennati | Denis Menčov      | Denis Menčov       | Caisse d'Epargne |

## Končna razvrstitev
| Legenda | Legenda                                    | Legenda | Legenda                                           |
| ------- | ------------------------------------------ | ------- | ------------------------------------------------- |
|         | Predstavlja vodilnega v skupnem seštevku   |         | Predstavlja vodilnega po točkah                   |
|         | Predstavlja vodilnega v gorski razvrstitvi |         | Predstavlja vodilnega v kombinacijski razvrstitvi |

### Rumena majica
| Poz. | Kolesar              | Ekipa | Čas         |
| ---- | -------------------- | ----- | ----------- |
| 1    | Denis Menčov         | RAB   | 80h 59' 07" |
| 2    | Carlos Sastre        | CSC   | + 3' 31"    |
| 3    | Samuel Sánchez       | EUS   | + 3' 46"    |
| 4    | Cadel Evans          | PRL   | + 3' 56"    |
| 5    | Ezequiel Mosquera    | KGZ   | + 6' 34"    |
| 6    | Vladimir Jefimkin    | GCE   | + 7' 07"    |
| 7    | Vladimir Karpec      | GCE   | + 8' 09"    |
| 8    | Igor Antón           | EUS   | + 8' 44"    |
| 9    | Manuel Beltrán       | LIQ   | + 9' 38"    |
| 10   | Carlos Barredo       | QSI   | + 10' 12"   |
| 11   | Maxime Monfort       | COF   | + 10' 37"   |
| 12   | Daniel Moreno        | REG   | + 13' 07"   |
| 13   | Stéphane Goubert     | A2R   | + 14' 13"   |
| 14   | David López          | GCE   | + 17' 36"   |
| 15   | Oliver Zaugg         | GST   | + 19' 00"   |
| 16   | Sylvain Chavanel     | COF   | + 22' 19"   |
| 17   | Hubert Dupont        | A2R   | + 29' 33"   |
| 18   | Luis Pérez Rodriguez | ACA   | + 31' 41"   |
| 19   | Chris Anker Sørensen | CSC   | + 32' 24"   |
| 20   | Ludovic Turpin       | A2R   | + 32' 39"   |

### Rdeča majica
| Poz. | Kolesar         | Ekipa | Točke |
| ---- | --------------- | ----- | ----- |
| 1    | Daniele Bennati | LAM   | 147   |
| 2    | Denis Menčov    | RAB   | 135   |
| 3    | Samuel Sánchez  | EUS   | 127   |

### Srebrna majica
| Poz. | Kolesar           | Ekipa | Točke |
| ---- | ----------------- | ----- | ----- |
| 1    | Denis Menčov      | RAB   | 90    |
| 2    | Jurgen Van Goolen | DSC   | 78    |
| 3    | Carlos Sastre     | CSC   | 69    |

### Ekipna razvrstitev
| Poz. | Ekipa             | Čas          |
| ---- | ----------------- | ------------ |
| 1    | Caisse d'Epargne  | 242h 55' 05" |
| 2    | Euskaltel-Euskadi | + 12' 43"    |
| 3    | AG2R Prévoyance   | + 30' 25"    |